# Isaac de Pas, markis de Feuquières
Isaac de Pas, markis de Feuquières, född 1618, död 6 mars 1688, var en fransk militär och diplomat. Han var son till Manassès de Pas, markis de Feuquières och far till Antoine Manassès de Pas, markis de Feuquières.
Feuquières blev redan 1653 generallöjtnant, men gjorde sig främst känd som diplomat. 1660 blev han vicekung över franska kolonierna i Amerika, och sändes 1673 som franskt sändebud till Sverige och förmådde, delvis genom mutor, de styrande att mot franska subsidier sända svensk trupp till Tyskland, vilket invecklade Sverige i Skånska kriget. I skånska kriget deltog Feuquières vid Karl XI:s sida men stötte sig med denne genom sin påflugenhet och återkallades 1682, då Sverige övergått till Frankrikes motståndare. Han blev 1685 franskt sändebud i Madrid.